# Jansenisme
Jansenisme er en reformatorisk retning inden for den romerskkatolske kirke, særlig i Holland og Frankrig baseret på Cornelius Jansens værk Augustinus fra 1640. 
Da Augustinus udkom i 1640, blev det på jesuitternes anstiftelse forbudt ved en bulle af pave Urban 8., fordi det genoptog Michael Baius’ længst fordømte vildfarelser. Denne bulle mødte megen modsigelse, særlig i Frankrig, hvor nonneklostret Port-Royal ved Paris, under ledelse af abbedissen Angélique Arnauld, blev arnestedet for oppositionen. Her havde nemlig Jansens ven Jean du Vergier de Hauranne virket, og om ham havde der dannet sig et eneboersamlag, der tog hans reformtanker op. 
Efter hans død 1643 blev Angelicas broder, Antoine Arnauld, jansenisternes fører. Da Pave Innocens 10. 1653 efter 85 franske gejstliges anmodning fordømte fem sætninger af Jansens bog som kætterske, erklærede Arnauld, at disse fem sætninger ikke lærtes i Jansens bog, og skelnede mellem question du droit (om de fem sætninger var rigtige eller ikke) og question du fait (om de fandtes  hos Jansen), hvilket sidste formentlig ikke faldt ind under pavens  afgørelse. Men Pave Alexander 7. erklærede udtrykkelig i en bulle 1656, at de fandtes hos Jansen i den af paven fordømte mening. Imidlertid førte Blaise Pascal i provincialbrevene sit dræbende slag mod den jesuitiske moral. 
Men nu gik Ludvig 14. skarpt frem mod Port Royal. 1664 stadfæstede han en pavelig formular  mod Jansens vildfarelser, som alle gejstlige, munke og nonner skulle underskrive, og også Arnauld og en anden af jansenisternes førere, Nicole, underskrev, om end med forbehold. En på tid var der ro, men striden udbrød ny, og både Arnauld og Nicole måtte forlade Frankrig.  
1701 blussede striden op på ny, atter i anledning af Arnaulds distinktion, da 40 Paris-doktorer på given anledning indtog det jansenistiske stade. Men Pave Clemens 11. fordømte 1703 de 40’s erklæring, og de fleste underkastede sig. På ny i 1705 fordømte han den jansenistiske distinktion, og da Port Royal ikke  ville bøje sig, blev nonnerne ekskommunicerede i 1709 og året efter klostret ødelagt. 
Dog var striden endnu ikke endt. Der var imidlertid  kommet en oversættelse af Det Nye Testamente af Pasquier Quesnel med noter i jansenistisk ånd. Mod den fik Jesuitterne hos Pave Clemens 11. udvirket den berygtede bulle Unigenitus (1715), der uden nærmere forklaring fordømte 101 sætninger af Quesnels  bog, deriblandt adskillige udsagn af biblen selv og af kirkefædrene. Herimod rejste sig en betydelig del af den franske gejstlighed med  ærkebisp Louis Antoine de Noailles  i spidsen. og da paven truede med ekskommunikation, indgav de appellation til et nyt almindelig kirkemøde. Men regeringsmagten  stillede sig på pavens side, appellanterne truedes med strenge straffe, og mange trådte nu over til dem, der antog bullen (acceptanter).  Noailles veg tilbage og underkastede sig 1728 ganske. Sorbonne lod sig ligeledes 1730 imponere til at antage bullen. under dette tryk udartede jansenismen delvis i en sværmerisk, konvulsivisk mystik, hvis udskejelser i høj grad skadede dens sag, der nu efter et hundredårs kampe var uigenkaldelig tabt, kun i Holland dannede der sig et jansenistisk kirkesamfund, der endnu består i kirken i Utrecht.

## Galleri
- Fra Philippe de Champaignes værksted, Jean Duvergier de Hauranne, abbed for Saint-Cyran, portræt efter dødsmaske, ca. 1646
- Philippe de Champaigne, Portræt af Angélique Arnauld Abbedisse for Port-Royal
- Gérard Edelinck, Portræt af Blaise Pascal, ca. 1690, Château de Versailles
- Portræt af Pave Clemens 11.